# Sołowie (Rusota)
Sołowie – część wsi Rusota na Białorusi, w obwodzie grodzieńskim, w rejonie grodzieńskim, w sielsowiecie Hoża.
W dwudziestoleciu międzywojennym folwark leżał w Polsce, w województwie białostockim, w powiecie grodzieńskim, w gminie Hoża.
Według Powszechnego Spisu Ludności z 1921 roku folwark zamieszkiwał 41 osób, 35 było wyznania rzymskokatolickiego, a 6 prawosławnego. Wszyscy mieszkańcy zadeklarowali polską przynależność narodową. Było tu 7 budynków mieszkalnych.
Miejscowość należała do parafii świętych apostołów Piotra i Pawła w Hoży oraz do parafii prawosławnej Opieki Matki Bożej w Grodnie. Podlegała pod Sąd Grodzki i Okręgowy w Grodnie; właściwy urząd pocztowy mieścił się w Hoży.